# Place Marie-Thérèse
 (février 2024).
Si vous disposez d'ouvrages ou d'articles de référence ou si vous connaissez des sites web de qualité traitant du thème abordé ici, merci de compléter l'article en donnant les références utiles à sa vérifiabilité et en les liant à la section « Notes et références ».

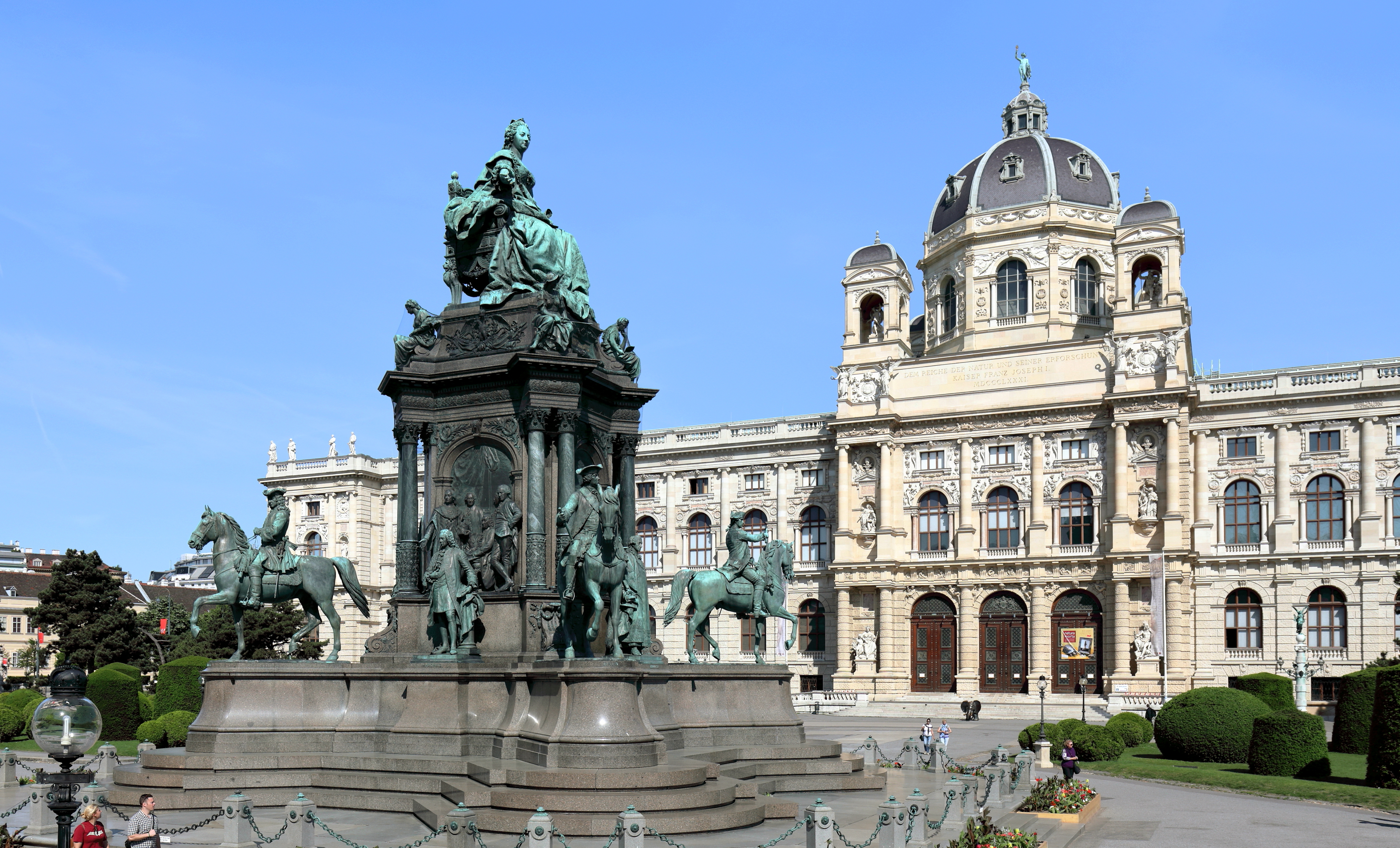
Place Marie-Thérèse avec le monument à Marie-Thérèse au centre et le Musée d'histoire naturelle de Vienne

La place Marie-Thérèse est située à Vienne, dans le 1er arrondissement, sur le Ring, en face de la Heldenplatz et de la Hofburg. Elle est encadrée par les deux plus grands bâtiments de musées historiques de la ville, les anciens musées de la cour, le Musée d'histoire de l'art et le Musée d'histoire naturelle. La conclusion visuelle est le quartier des musées situé au-delà de la ligne bidirectionnelle parallèle au Ring. Au milieu de la place se trouve le monument à Marie-Thérèse, le plus grand monument des Habsbourg à Vienne.
La place est l'un des endroits les plus touristiques de Vienne et est réservée aux piétons. Elle est accessible via la station de métro Museumsquartier, la station de métro Volkstheater et les lignes de tramway 1, 2, 71 et D (arrêts Burgring et Dr.-Karl-Renner-Ring) qui circulent sur le ring.

## Histoire
Jusqu'en 1857 se trouvait ici le glacis, le champ de tir devant les remparts de la ville. La Ringstrasse de Vienne a été construite à partir de 1858 et inaugurée en 1865. L'objectif était de construire le magnifique boulevard de la monarchie, qui démontrait l'importance de l'empire d'Autriche ou Autriche-Hongrie et de sa dynastie, la maison des Habsbourg-Lorraine.
Pour la zone immédiatement en face de la résidence impériale, la Hofburg, il était prévu de construire un forum impérial, formé de l'actuelle Heldenplatz et de l'actuelle place Marie-Thérèse. À cette fin, deux nouvelles ailes du palais devaient être construites devant la Hofburg historique, entre le Volksgarten et le Burggarten. Au-delà de la Ringstrasse, les deux musées de la cour devraient être reliés à ces ailes. Des arches auraient relié les ailes de la Hofburg aux deux musées de la cour via la Ringstrasse.
Ce projet extrêmement ambitieux n’a pu être réalisé que partiellement. L'aile située en face de l'entrée actuelle de la Bibliothèque nationale dans le Neue Burg n'a plus été construite après que le Neue Burg, la première des deux nouvelles ailes prévues, n'ait été achevée qu'en 1913. Cependant, les bâtiments qui forment aujourd'hui la place Marie-Thérèse ont bel et bien été construits :
- En 1888, le monument à Marie-Thérèse fut inauguré.
- Le Muséum d'Histoire Naturelle a été ouvert en 1889.
- Le Musée d'Histoire de l'Art a été ouvert en 1891.

La Museumsplatz jouxte la place Marie-Thérèse dans la partie la plus éloignée du centre dans le cadre de la ligne à double sens, derrière laquelle la façade principale historique du Museumsquartier ferme visuellement la place Marie-Thérèse. Cet élément historique a été construit en 1725 comme écurie de la cour impériale. Au XXe siècle, comme aujourd'hui encore sur la Ringstrasse, des tramways électriques circulaient également jusqu'à ce que le tracé soit transféré dans un tunnel sous la chaussée principale en 1965/1966 ; la ligne de métro U2 y circule depuis 1980.

## Fontaines du Triton et de la Naïade
Les centres des quatre pelouses de la place Marie-Thérèse sont les fontaines du Triton et de la Naïade, créées entre 1887 et 1890 par Anton Schmidgruber, Hugo Haerdtl et Edmund Paul Andreas Hofmann von Aspernburg.

## Présent
Les deux grands musées et l'administration municipale ont envisagé de construire un sous-sol dans la zone, afin de créer un espace pour des expositions et/ou des places de stationnement pour les bus touristiques, car il n'y a pratiquement pas de places de stationnement en surface disponibles pour ces bus à proximité des musées. Le projet, extrêmement sensible pour des raisons de protection du patrimoine, n'était pas encore prêt à être décidé.
Un marché de Noël a régulièrement lieu sur la place en décembre.
Dans le jargon de la jeunesse du 21e siècle, la place est surnommée Zwidemu (Entre les musées) et devient l'un des lieux de rencontre de la jeunesse viennoise.

## Imagerie

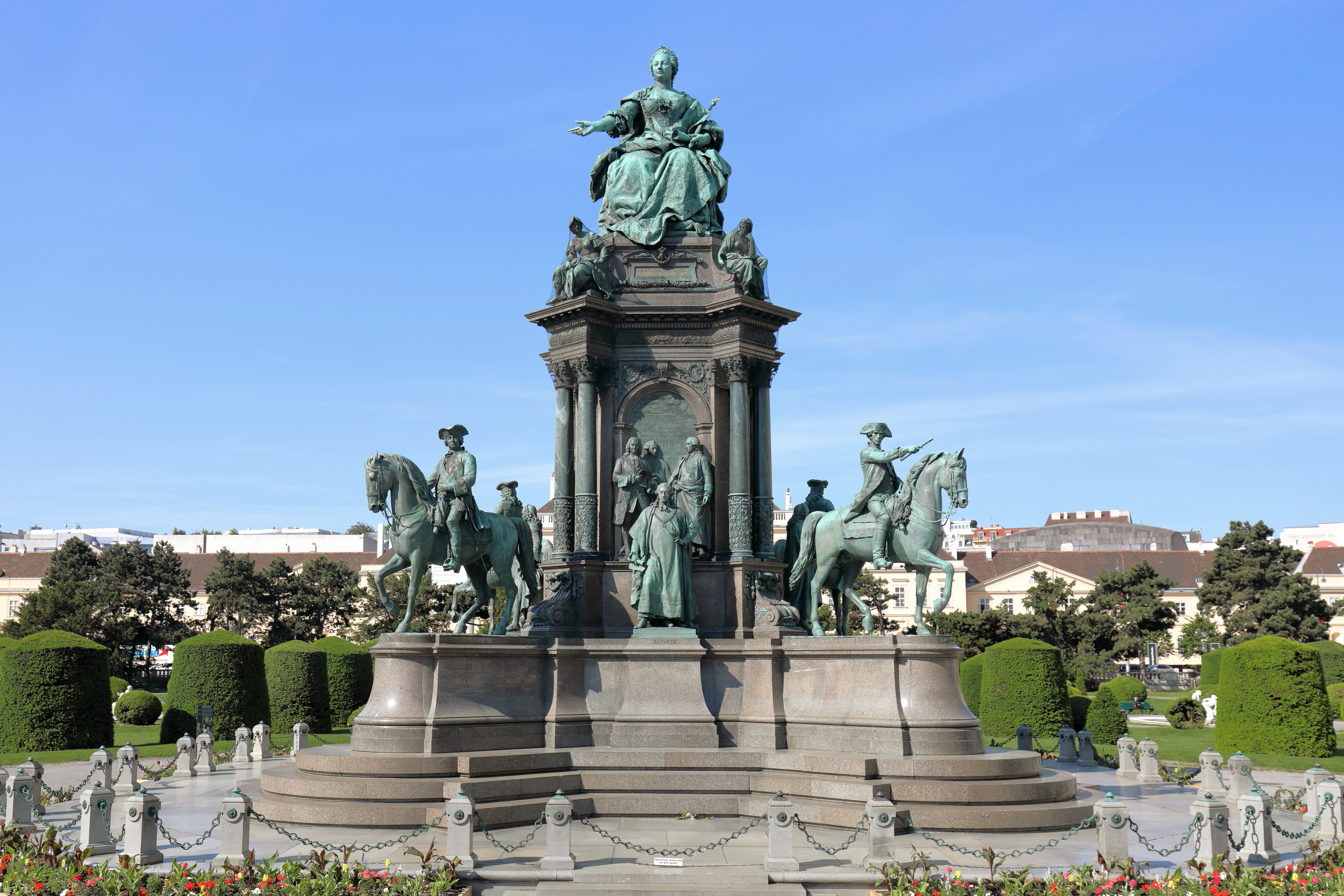
Le monument à Marie-Thérèse
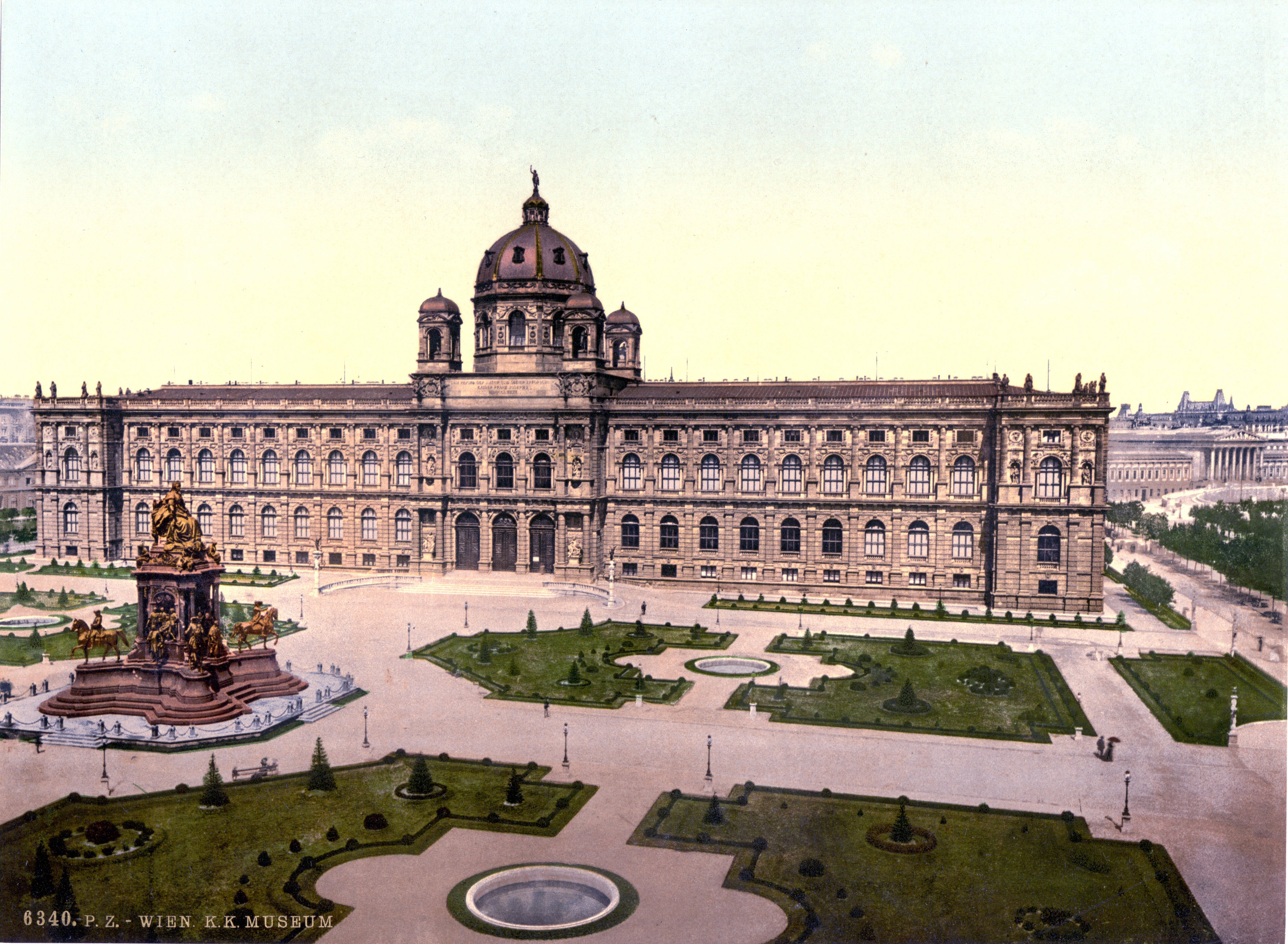
La place Marie-Thérèse vers 1900
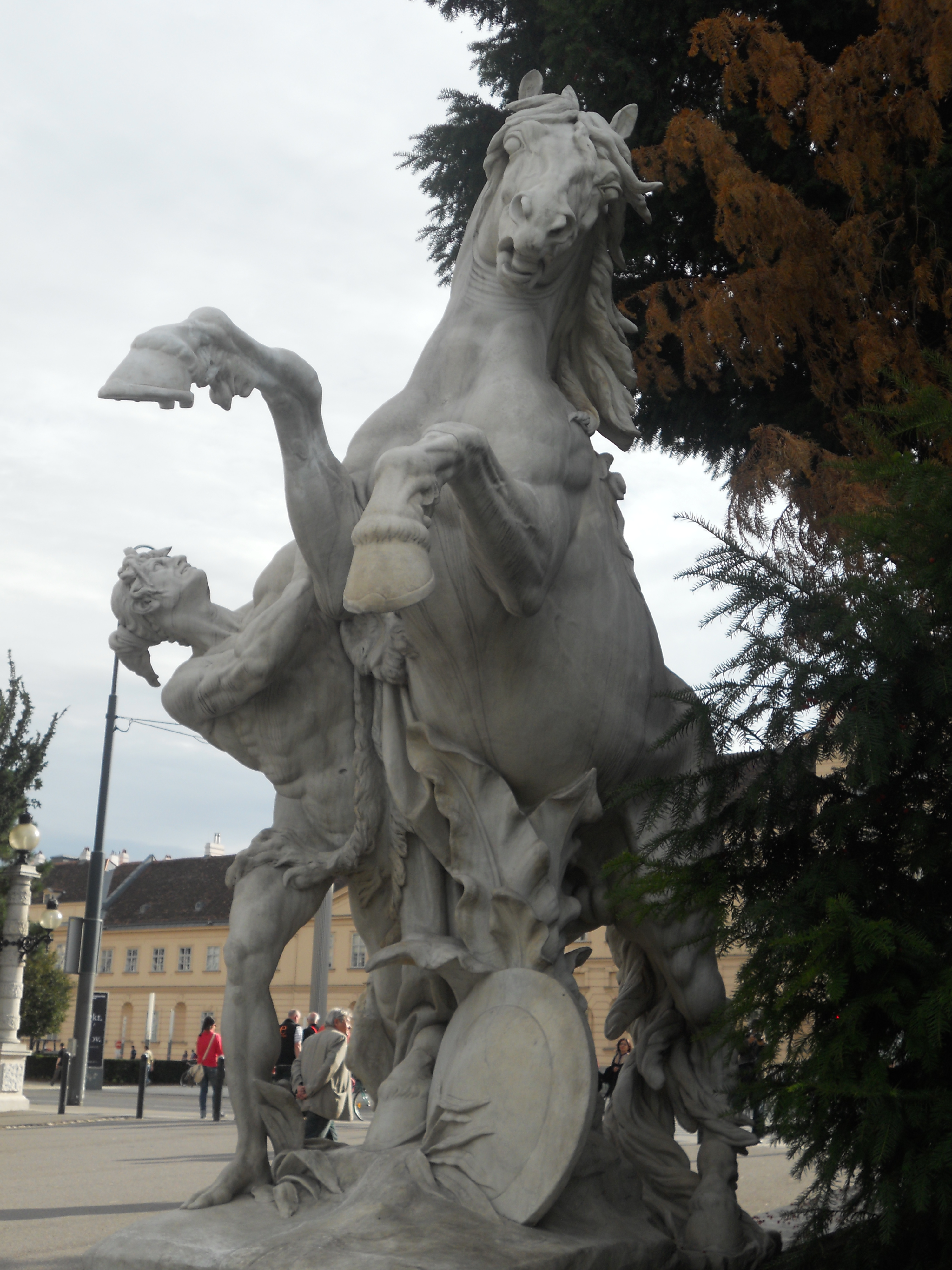
Les dresseurs de chevaux, un groupe de sculptures sur la place Marie-Thérèse.
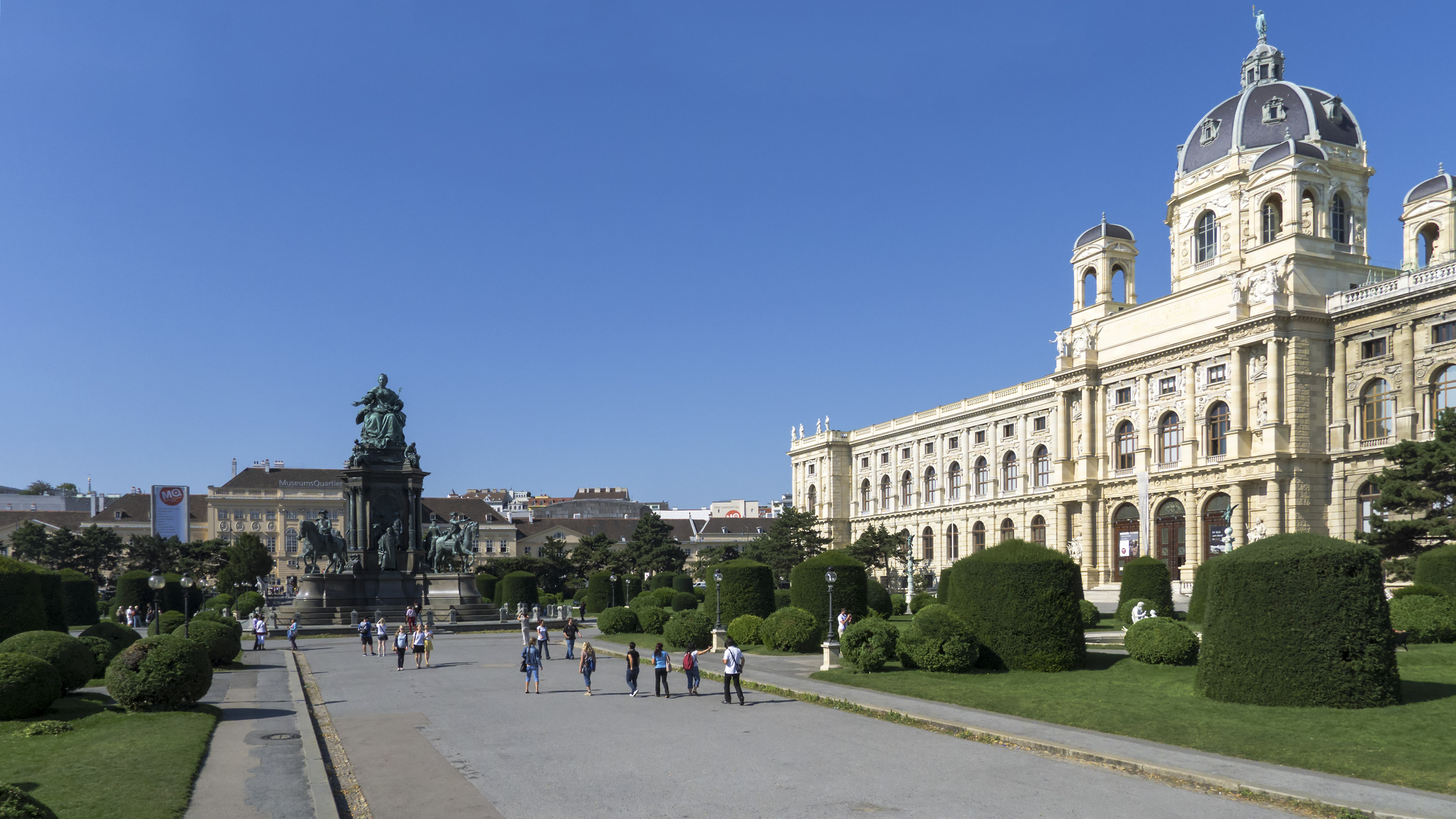
La place Marie-Thérèse, près du Muséum d'Histoire Naturelle
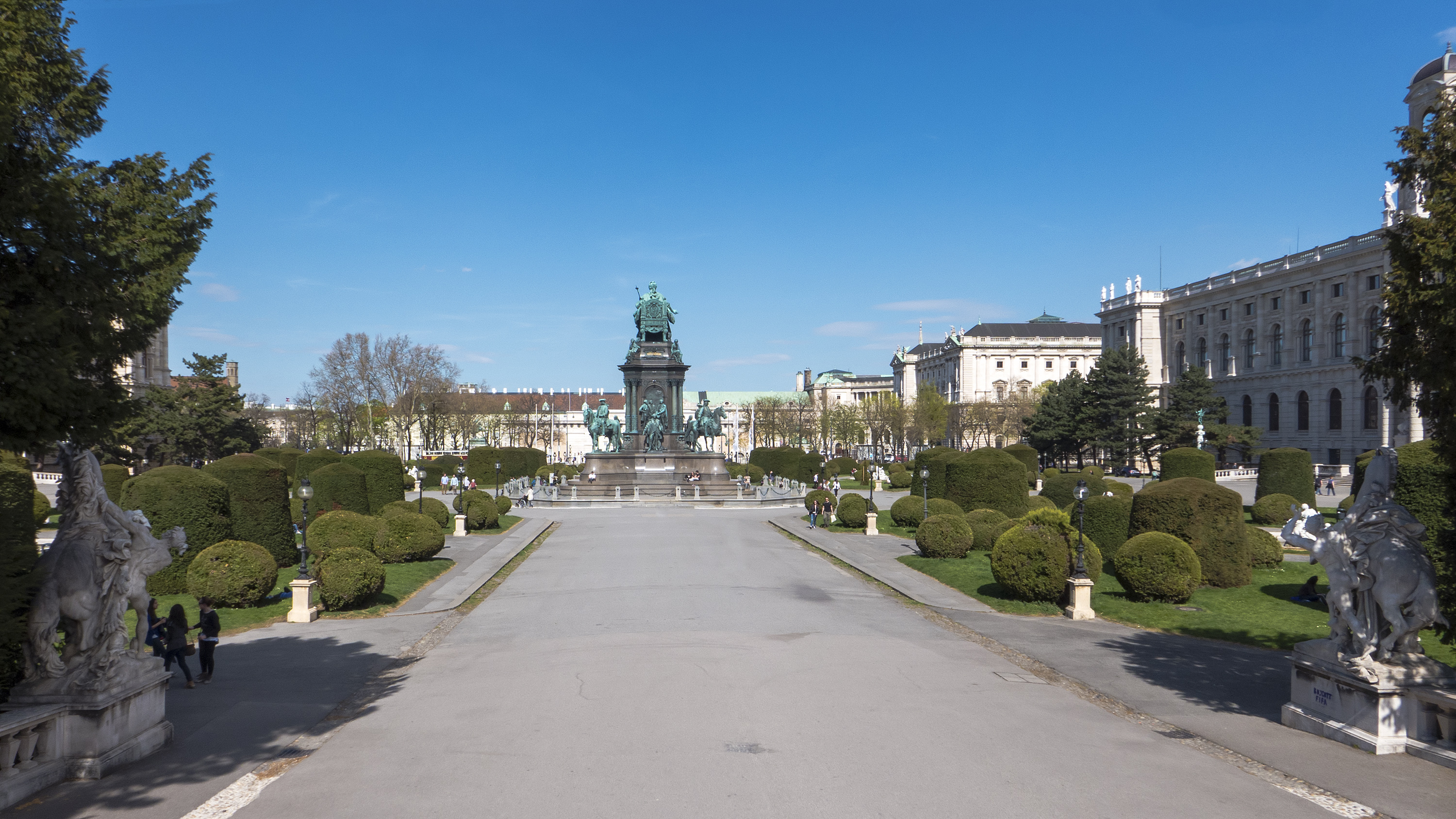
La place contre la Hofburg